# Xanthopelta scutellaris
Xanthopelta scutellaris är en tvåvingeart som beskrevs av Aldrich 1934. Xanthopelta scutellaris ingår i släktet Xanthopelta och familjen parasitflugor. Inga underarter finns listade i Catalogue of Life.